# Marc Ribot
Marc Ribot, född 1954 i Newark, New Jersey, är en amerikansk gitarrist och kompositör. Hans musik sträcker sig över många genrer, som exempelvis Hardcore, Frijazz, Klezmer och Latinamerikansk musik och han anses vara en viktig person för New Yorks Avant-Garde-scen. Ribot samarbetar också med andra stora artister, som Elvis Costello, Chuck Berry och Robert Plant, och var inflytelserik i att utveckla Tom Waits nya 'sound' på skivan Rain Dogs från 1985. Efter Rain Dogs fortsatte Ribot att samarbeta med Tom Waits och har till exempel medverkat på Franks Wild Years (1987), Mule Variations (1999), Real Gone (2004) och Bad as Me (2011).  Ribot har haft många projekt på gång, men några av de mest bestående är hans experimentella band Ceramic Dog och det kubanska samarbetet Marc Ribot y Los Cubanos Postizos. Som kompositör har Ribot skrivit filmmusiken till ett dussintal filmer och som studiomusiker har han medverkat i musiken till bland annat The Kids Are All Right, Mystery Train och Down by Law.
Trots att Ribot är vänsterhänt spelar han gitarr som en högerhänt, vilket han själv beskriver som något som sätter en gräns för hans tekniska förmåga. 
År 2003 gjordes 'Marc Ribot: The Lost String', en dokumentärfilm om Ribot och hans gitarrspel. Filmen innehåller liveframträdanden och intervjuer och är gjord av det franska filmbolaget La Huit

## Diskografi
- Rootless Cosmopolitans (1990) med Fred Firth
- Requiem for What's His Name (1992)
- Marc Ribot Plays Solo Guitar Works of Frantz Casseus (1993)
- Subsonic 1 - Sounds of a Distant Epidsode (1994)
- Shrek (1994)
- The Book of Heads (1995)
- Don't Blame Me (1995)
- Shoe String Symphonettes (1997)
- The Prosthetic Cubans (1998) med Los Cubanos Postizos
- Yo! I Killed Your God (1999)
- Muy Divertido! (2000)
- Saints (2001)
- Inasmuch as Life Is Borrowe (2001)
- Scelsi Morning (2003)
- Soundtracks Volume 2] (2003)
- Spiritual Unity (2005)
- Asmodeus: Book of Angels Volume 7 (2007)
- Exercises in Futility (2008)
- Party Intellectuals (2008)
- Silent Movies (2010)